# Никонівка (Прилуцький район)
Ни́конівка — село в Україні, у Прилуцькому районі Чернігівської області. Входить до складу Срібнянської селищної громади.

## Географія
Розташоване на правому, березі р. Лисогір, за 7 км від центру громади і за 20 км від залізничної станції Талалаївка. Населення — 134 особи.

## Історія
Вперше згадується 1666. Входила до Срібнянської, з 1761 — до Друговарвинської сотні Прилуцького полку, до Роменського пов. (1782—1796), до Прилуцького пов. (1797—1923), до Срібнянського р-ну Прилуцького округу (1923—1930).
1666 — 24 госп. селян, з них госп. 9-ти дворів «орали на 6-ти волах», госп. 15-ти дворів «орали на 2-х волах»; козаки не показані. Никонівка була вільним військовим селом, «до ратуші Срібнянської прислушаюче».
1737 наліч. 31 госп. селян, 37 госп. козаків (11 виборних , 26 підпомічників). Хоча Никонівка вважалася вільною, селяни її поступово потрапили під владу різних власників. За даними ревізії 1764 за срібнянський сотником М. Троциною значилося 8 дворів селян.
1780 14 дворів (17 хат) селян належали камергеру Будлянському, підсудку Ос. Маслу, кол. хмелівському сотнику М. Шкляревичу; «коронними», тобто на той час ще вільними, залишалися лише 3 двори (4 хати). 1780, крім селян, у Никонівці було 59 дворів (109 хат) козаків.
1782 Будлянський продав свій маєток з селянами сотнику Якову Бойкову.
Найдавніше знаходження на мапах 1787 рік
1797 в селі наліч. 365 душ чол. статі податкового населення.
1859 — 184 двори, 1080 ж у селі була сільська управа. Діяла дерев. Покровська ц-ва, збудована 1723; вона мала три бані в ряд, зі Сх. на Зх. 1794 ц-ва
відремонтована, 1866 — перебудована, залишена одна центральна баня.
У 1861-66 pp. у Никонівці містилося Волосне правління відомства Палати державного майна, якому підпорядковано 4593 душі чол. статі державних і казенних селяни та козаків. Після реорганізації волостей Н. увійшла до Срібнянської вол. 2-го стану.
1886 — 7 дворів селян-власників, 135 дворів козаків, 4 двори міщан та ін., 192 хати, 984 ж. ; діяли: ц-ва, церковнопарафіяльна школа, шинок, кузня, 18 вітряків, 5 олійниць.
1910 — 235 госп., з них козаків 185, селян — 41 , ін. непривілейованих — 5, привілейованих — 4, наліч. 1347 ж. , у тому числі 10 теслярів, 14 кравців, 5 шевців, 2 столяри, 1 коваль, 1 слюсар, 148 ткачів, 2 візники, 98 поденників, 15 займалися інтелігентними та 124 — ін. неземлеробськими заняттями, все ін. доросле населення займалося землеробством. 1504 дес. придатної землі.
Станом на 1911 рік - село Никонівка Срібнянської волості Прилуцького повіту Полтавської губернії, населення 1178 осіб.
У 1923-30 pp. Никонівка центр сільради. 1925—280 дворів, 1384 ж.; 1930—291 двір, 1330 ж., 1996—129 дворів, 288 ж.
Село постраждало внаслідок Геноциду українського народу 1932—1933, проведеного урядом СРСР.

## Населення

### Мова
Розподіл населення за рідною мовою за даними перепису 2001 року:
| Мова       | Відсоток |
| ---------- | -------- |
| українська | 98,76%   |
| російська  | 1,24%    |

## Уродженці села
У селі народився український літературний класик Михайло Івченко.

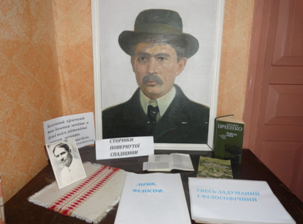
Виставка у Никонівській сільській бібліотеці.